# Paul Walter Hauser
Paul Walter Hauser (Grand Rapids, 15 ottobre 1986) è un attore e comico statunitense.
È vincitore di un premio Emmy, un Critics' Choice Television Award e di un Golden Globe per la sua interpretazione nella miniserie televisiva Black Bird.

## Biografia
Hauser è nato a Grand Rapids, nel Michigan, e cresciuto a Saginaw, figlio di Deborah e del reverendo Paul Hauser, un ministro luterano. Ha frequentato la Valley Lutheran High School, una scuola parrocchiale privata a Saginaw. Hauser ha interpretato Dale nel film del 2010 Virginia, Keith nella serie televisiva Kingdom e Deshawn nella serie web di Amazon Prime Betas.
Nel 2017 ha recitato nel film Tonya, mentre nel 2018 è apparso nei panni di Lonnie Laloush in Super Troopers 2 e in quelli di Ivanhoe in BlacKkKlansman. Ha anche recitato come guest star nella serie televisiva Unbreakable Kimmy Schmidt. Nel 2019 ha avuto il suo primo ruolo da protagonista, recitando nei panni di Richard Jewell nell'omonimo film di Clint Eastwood.

## Filmografia

### Attore

#### Cinema
- Virginia, regia di Dustin Lance Black (2010)
- ...Forgotten, Detroit., regia di Rick Boven – cortometraggio (2012)
- iSteve, regia di Ryan Pérez (2013)
- World Without You, regia di Matthew Stubstad – cortometraggio (2016)
- The Corridor Defended, regia di Daniel Zagayer – cortometraggio (2017)
- Locked Away, regia di Jason Morisette (2017)
- Tonya (I, Tonya), regia di Craig Gillespie (2017)
- Kiss Me When I'm Down, regia di Paul Walter Hauser – cortometraggio (2017)
- Super Troopers 2, regia di Jay Chandrasekhar (2018)
- BlacKkKlansman, regia di Spike Lee (2018)
- 7 Days to Vegas, regia di Eric Balfour (2019)
- E poi c'è Katherine (Late Night), regia di Nisha Ganatra (2019)
- Sheep, regia di Jonathon Pawlowski – cortometraggio (2019)
- Beats, regia di Chris Robinson (2019)
- Heirloom, regia di Paul Walter Hauser – cortometraggio (2019)
- Richard Jewell, regia di Clint Eastwood (2019)
- Adam, regia di Michael Uppendahl (2020)
- Da 5 Bloods - Come fratelli (Da 5 Bloods), regia di Spike Lee (2020)
- Eat Wheaties!, regia di Scott Abramovitch (2020)
- Songbird, regia di Adam Mason (2020)
- Silk Road, regia di Tiller Russell (2021)
- Crudelia (Cruella), regia di Craig Gillespie (2021)
- Queenpins - Le regine dei coupon (Queenpins), regia di Aron Gaudet (2021)
- Delia's Gone, regia di Robert Budreau (2022)
- Aqua Teen Forever: Plantasm, regia di Matt Maiellaro e Dave Willis – direct-to-video (2022) – voce
- The Magic of Passion, regia di Miles Gillespie – cortometraggio (2022)
- Americana, regia di Tony Tost (2023)
- The Instigators, regia di Doug Liman (2024)
- I Fantastici Quattro - Gli inizi (The Fantastic Four: First Steps), regia di Matt Shakman (2025)
- Una pallottola spuntata (The Naked Gun), regia di Akiva Schaffer (2025)
- Springsteen - Liberami dal nulla (Springsteen: Deliver Me From Nowhere), regia di Scott Cooper (2025)

#### Televisione
- Too Late with Adam Carolla – programma TV, 2 puntate (2005)
- Community – serie TV, episodio 2x05 (2010)
- C'è sempre il sole a Philadelphia (It's Always Sunny in Philadelphia) – serie TV, episodio 6x09 (2010)
- Lee Mathers, regia di Larry Charles – film TV (2010)
- D.I.R.T. Comedy – webserie, 1 webisodio (2013)
- Key & Peele – serie TV, episodi 3x06-3x13 (2013)
- Bush-League – serie TV, episodio (2013)
- Betas – serie TV, 4 episodi (2013-2014)
- Kingdom – serie TV, 27 episodi (2014-2017)
- Car-Jumper – serie TV, episodio 1x23 (2015)
- The Night Shift – serie TV, episodio 2x05 (2015)
- Blunt Talk – serie TV, episodio 1x08 (2015)
- HR: Human Relations – serie TV, episodio 1x07 (2016)
- Superstore – serie TV, episodio 2x11 (2017)
- A Midsummer's Nightmare, regia di Gary Fleder – film TV (2017)
- No Apologies, regia di Sanaa Hamri – episodio pilota scartato (2018)
- Unbreakable Kimmy Schmidt – serie TV, episodi 4x02-4x11 (2018-2019)
- Cobra Kai – serie TV, 13 episodi (2019-2025)
- Reno 911! – serie TV, 6 episodi (2020)
- Calls – serie TV, episodio 1x05 (2021)
- I Think You Should Leave with Tim Robinson – serie TV, episodio 2x04 (2021)
- Black Bird, regia di Michaël R. Roskam, Jim McKay e Joe Chappelle – miniserie TV (2022)
- The Late Show with Stephen Colbert – programma TV, puntata 8x26 (2022)
- Afterparty (The Afterparty) – serie TV, 10 episodi (2023)

### Sceneggiatore
- The Edge and Christian Show That Totally Reeks of Awesomeness – serie TV, episodi 1x05-1x07-1x08 (2016)
- Kiss Me When I'm Down, regia di Paul Walter Hauser – cortometraggio (2017)
- Messy, regia di Paul Walter Hauser – cortometraggio (2018)
- Heirloom, regia di Paul Walter Hauser – cortometraggio (2019)

### Regista

#### Cinema
- Kiss Me When I'm Down – cortometraggio (2017)
- Messy – cortometraggio (2018)
- Heirloom – cortometraggio (2019)

#### Televisione
- 39 to Go – serie TV, episodi 1x01-1x02 (2014)

### Doppiatore
- Orion e il Buio (Orion and the Dark), regia di Sean Charmatz (2024)

## Riconoscimenti
- Premio Emmy
  - 2023 – Miglior attore non protagonista per Black Bird
- Golden Globe
  - 2023 – Miglior attore non protagonista per Black Bird
- Critics' Choice Award
  - 2023 – Miglior attore non protagonista per Black Bird
- Screen Actors Guild Award
  - 2021 – Candidatura per il miglior cast cinematografico per Da 5 Bloods - Come fratelli (Da 5 Bloods)
  - 2023 – Candidatura per il migliore attore in una miniserie o film per la televisione per Black Bird
- CinEuphoria Award
  - 2019 – Candidatura per il miglior cast per BlacKkKlansman (condivisa con tutto il cast)
- Detroit Film Critics Society Award
  - 2019 – Candidatura per la miglior rivelazione per 7 Days to Vegas, E poi c'è Katherine, Beats e Richard Jewell[2]
- Hollywood Critics Association
  - 2019 – Game Changer Award per Richard Jewell
  - 2019 – Candidatura per la miglior rivelazione per Richard Jewell[3]
  - 2021 – Candidatura per il miglior attore non protagonista per Crudelia (Cruella)
- National Board of Review of Motion Pictures Award
  - 2019 – Miglior rivelazione per Richard Jewell[4]

## Doppiatori italiani
Nelle versioni in italiano delle opere in cui ha recitato, Paul Walter Hauser è stato doppiato da:
- Fabrizio Vidale in Richard Jewell, Songbird, Black Bird, Afterparty, The Instigators
- Simone Crisari in Betas, Tonya, E poi c'è Katherine
- Edoardo Stoppacciaro in Crudelia, Queenpins - Le regine dei coupon, I Fantastici Quattro - Gli inizi, Una pallottola spuntata (2025)
- Michele Botrugno in Super Troopers 2
- Fabrizio Dolce in BlacKkKlansman
- Edoardo Lomazzi in Cobra Kai
- Gianluca Solombrino in Da 5 Bloods - Come fratelli
- Antonino Saccone in Old Dads

Da doppiatore è sostituito da:
- Edoardo Stoppacciaro in Orion e il Buio
- Federico Cesari in Inside Out 2

## Wrestling
Oltre a fare l'attore Hauser ha lottato anche come wrestler part-time per delle compagnie di wrestling indipendenti oltre ad avere delle regolari apparizioni in Major League Wrestling dove ha anche partecipato come aiutate nel backstage e producer di alcuni segmenti degli show. Il 17 aprile 2025 lotta in un match a 5 per il Progress Proteus Title (contro il campione in carita Simon Miller, Adam Priest, Charles Crowley ed Effy) a PROGRESS Chapter 179: PROGRESS Las Vegas vincendo il titolo.